# 奥地利皇家陆军 (1806–1867)
奥地利皇家陆军（德語：Kaiserlich-Königliche Armee）是奧地利帝國的陆军力量。神圣罗马帝国的帝國軍隊解散后，奥地利皇家陆军以前者留下的遗产为基础成军，在1867年奥地利-匈牙利折衷方案生效后，奥地利皇家陆军改组为奥匈帝国聯合陸軍和帝國皇家陸軍。